# Leucopis riedeli
Leucopis riedeli är en tvåvingeart som beskrevs av Leander Czerny 1936. Leucopis riedeli ingår i släktet Leucopis och familjen markflugor. Inga underarter finns listade i Catalogue of Life.